# Biblis (Alemanha)
Biblis é um município da Alemanha, situado no distrito de Bergstrasse, no estado de Hesse. Tem 40,44 km² de área, e sua população em 2019 foi estimada em 9.110 habitantes.